# Życie osobiste
Życie osobiste – droga obrana przez człowieka, traktowana jako suma wyborów podjętych w ciągu całego życia danej jednostki. Jest wartością współcześnie ważną szczególnie w Europie Zachodniej i Ameryce Północnej, gdzie kładziony jest duży nacisk na rozwój indywidualny i ochronę prywatności.
W starożytności ludzie widzieli swoją egzystencję jako część większej społeczności, najczęściej z powodów mitologicznych, które zmuszały podporządkowanie się bogom, kulturze i tradycji. Owi ludzie często nie definiowali swojej tożsamości poprzez dokonywane przez siebie wybory, ale przez narzucone przez społeczeństwo zasady i zależności, a siebie opisywali najczęściej jako część grupy, najczęściej kładąc nacisk na członkostwo i role w swojej społeczności (plemieniu, kościele czy narodzie).